# Campaign for Innocent Victims in Conflict

## Sobre o CIVIC
Campanha pelas vítimas inocentes em Conflito (CIVIC) foi fundada em 2003 por Marla Ruzicka - uma jovem ativista humanitária que percebeu a necessidade de uma organização centrada sobre o sofrimento de civis inocentes prejudicados pela guerra.
Em 2001, apenas algumas semanas após o início da guerra no Afeganistão, Marla viajou para um hospital e de lá para campos de refugiados do Paquistão. Este primeiro vislumbre do custo humano da guerra mudou sua vida para sempre. Marla notou que ninguém - nem mesmo os militares dos E.U.A. - estavam cuidando ou ajudando os civis feridos ou ajudando as famílias dos mortos. Depois de organizar uma campanha de porta-em-porta pelo povo afegão, ela levou isto para Washington. Um assessor do Senate Appropriations Committee mais tarde disse: 

 "Ela tinha visto aquilo que realmente apenas tínhamos lido, que as bombas dos E.U.A. caíram no lugar errado, que tinha aniquilados comunidades inteiras. Marla nos deu informações in sito sobre estas pessoas e disseram-nos que nada estava sendo feito para ajudá-los. "

Como uma nova guerra no Iraque se desenrolava, Marla mudou-se para Bagdá. Poucos meses depois, ela estava entre os poucos ocidentais que ficaram, continuando a fazer o que ela poderia para ajudar às famílias sinistradas no conflito. Em 2003, Marla  fundou a Campanha pelas vítimas inocentes em Conflito (CIVIC) - criando uma organização para assumir aquilo que ela estava fazendo com a ajuda exclusivamente de voluntários. O senador Leahy, ajudou Marla a criar o primeiro programa de ajuda   financiado pelos E.U.A. dedicados especificamente a ajudar a reconstruir vidas de civis involuntariamente prejudicados por E.U.A. nas operações de combate.
Na sequência da trágica morte de Marla resultado de uma bomba suicida em Bagdá em abril de 2005, seus colegas, amigos e família sabia que CIVIC tinha realizado algo único na defesa da comunidade que não pode ser deixado vago. Um dos primeiros funcionários foi contratado no início de 2006, e começou uma nova vida para a CIVIC baseada na extraordinária da herança deixada por Marla.
Baseando-se nos seus êxitos para cria mais inteligentes e compassivas políticas para as vítimas da guerra nos  E.U.A. , a organização expandiu seu mandato no início de 2007 para além do Iraque e do Afeganistão. Ao fazê-lo, CIVIC quis reconhecer a comunhão com as vítimas da guerra em mais de 70 conflitos no mundo nos mais diferentes graus, bem como a falta de prestação de contas entre as partes beligerantes.

## Um Novo Mundo
CIVIC luta em três frentes distintas:
Em primeiro lugar CIVIC instaga as partes beligerantes a assumir a responsabilidade e prestar ajuda aos civis por eles prejudicados. Por exemplo, ajudou a criar programa financiado por Civis dos E.U.A. de ajuda às vítimas guerra no Iraque e no Afeganistão, e também trabalhou com a NATO na criação de um fundo de compensação. Esses esforços tiveram sucesso em dignificar as vidas inocentes, reconstruir famílias e garantir a responsabilização por danos causados.
Em segundo lugar, CIVIC é premente a adopção de uma nova norma internacional ditando o reconhecimento sobre as vítimas da guerra. Nenhum tratado, costume ou norma exige que as nações à ajudar as pessoas que as leis de guerra falham em proteger. Os direitos humanos não pode prosperar entre populações dizimadas e depois, esquecidas.
Em terceiro lugar, CIVIC é a voz das vítimas de guerra tantas vezes ensombrada por mais sensacionais histórias. CIVIC garante meios de comunicação social, o reconhecimento das vítimas da guerra entre os políticos, e reúne as histórias das vítimas de guerra para mostrar o custo humano do conflito raramente visto. Na realidade, no ano passado seu diretor viajou para o Afeganistão, Nepal e Sri Lanka para fazer exatamente isso os relatórios são publicados no Washington Post, International Herald Tribune, e USA Today para recomendar mudanças nas políticas para vítimas de guerra.
Depois de receber um convite da Ft. Irwin National Training Center para supervisionar as suas operações, CIVIC fez uma parceria com os militares dos E.U.A. para treinar soldados E.U.A. nas expedições para o Iraque e Afeganistão em evitar civis e sobre a forma de compensar os prejuízos. Nós trabalhamos com a ACLU para analisar alegações de civis sobre problemas na legislação para resolver deficiências do atual sistema - Civilian Claims Act (CCA), defendido pelo senador dos E.U.A. Leahy. A CIVIC pressionada com êxito os países membros da OTAN para desenvolver um fundo fiduciário para as vitimas da guerra, a financiá-la, e para garantir que funcione. CIVIC tem agora um advogado militar trabalhando com Harvard para documentar os esforços dos E.U.A. - bons e máus - para amenizar o as perdas sofridas por civis e acompanhando o que acontece no Afeganistão e nos ajudar a coordenar a ajuda dos países da OTAN e dos E.U.A. para vítimas de guerra. Também, mais de um terço das contribuições para a CIVIC vêm de contribuições individuais - uma homenagem ao Civil, pela causa que tem ressonância com o público.
CIVIC está pedindo a todos os partidos envolvidos no conflito, a fim de fazer algo excepcional: estabelecer um novo padrão de comportamento que ajuda a civis lesados pelas suas operações. Mantemos o nosso olhar sobre essa meta, enquanto trabalhava em toda uma série de atividades para melhorar a vida de civis já lesados por balas e bombas. Agora, com sucessos da CIVIC
nos E.U.A.e na OTAN, CIVIC está a tratar danos para civis de outras guerras além do Iraque e Afeganistão. A necessidade de uma organização dedicada a pressionar que recursos para as vítimas da guerra e uma tomada de consciência do seu sofrimento, a nível internacional teve uma evidente resposta positiva que a CIVIC recebeu dos que lutam pelos direitos humanos, justiça, e direito internacional humanitário e comunidades similares.